# Lützelbach
Lützelbach este o comună din landul Hessa, Germania.